# Bostadsarrendatorernas Riksorganisation
Bostadsarrendatorernas Riksorganisation (BARO) är en sammanslutning bildad av föreningar som företräder sina medlemmar mot markägare när det gäller arrendevillkor. Organisationen bildades 2011 av 23 föreningar med drygt 5 000 medlemmar. Det finns drygt 30 000 bostadsarrendatorer i Sverige som har ett hus på arrendetomten taxerat till minst 50 000 kr. 